# Charles Kayser (physiologiste)
Pour les articles homonymes, voir Kayser.
Charles Kayser, né le 21 juillet 1899 à Colmar (à l'époque Empire allemand) et mort le 20 septembre 1981 à Schiltigheim est un biologiste, physiologiste et médecin français, pionnier de l'étude du métabolisme en condition d'hibernation et spécialiste des rythmes circadiens.

## Aperçu biographique
D'abord docteur ès Sciences naturelles, Charles Kayser devient professeur agrégé de physiologie à la Faculté de médecine de Strasbourg, Il est élu membre correspondant non-résidant de l'Académie nationale de médecine le 18 février 1964, et directeur du Centre de Physiologie Respiratoire du C.N.R.S.. Il prend sa retraite en 1969 et s'éteint en 1981.
Charles Kayser fut le collaborateur de Gaston Viaud et le maître de Charles Marx (physiologiste) qui a poursuivi son œuvre. Il  est d'une influence majeure sur les travaux de Frédéric Bremer pour la neurophysiologie, de Bernard Metz pour la physiologie appliquée et de Pierre Karli de l'Académie des sciences pour la neurophysiologie. Ses recherches sur l'hibernation seront continuées par son élève Bernard Canguilhem.
« Son "Traité de Physiologie", paru en 1963, est resté la référence majeure des étudiants en médecine jusqu'au début du XXIe siècle ».

## Œuvres et publications
Charles Kayser a publié ou copublié plus de 400 articles, communications, et chapitres d’ouvrages médicaux.
- « Liste de publications » (deux pages dactylographiées), S.l., s.n., [1929], Texte intégral.
- Les échanges respiratoires des hibernants, Impr. M. Declume, 1940, 364 p..
- Titres et travaux scientifiques, impr. de Mont-Louis (Clermont-Ferrand), 1945.
- « Réflexes et comportement », in: Bull. Fac. Lettres Strasbourg, 1947, vol. 25, no 89, p. 133.
- Physiologie du travail et du sport, Paris, Hermann, 1947.
- (en) « Physiological Aspects of Hypothermia », in: Annual Review of Physiology, Vol. 19: 83-120 (March 1957).
- (en) The physiology of natural hibernation, Oxford, New York, Pergamon Press, 1961.
- (de)« Stoffwechsel und Winterschlaf », in: Helgoländer wissenschaftliche Meeresuntersuchungen, September 1964, Volume 9, Issue 1-4, p. 158–186.
- « Le Dr Emile Wickersheimer (1880-1965) », in: Revue d'histoire des sciences et de leurs applications, 1966, Tome 19 no 2. p. 173–176, Texte intégral.
- Physiologie, Paris, Flammarion, 1969, 4204 p..
- Le Sommeil et le rêve, Paris, Presses universitaires de France, 1973, 4204 p..
- « Analyse du rythme circadien de l’activité motrice du rat blanc par l'emploi de plusieurs agents pharmacologiques agissant sur les monoamines cérébrales », in: Archives of Physiology and Biochemistry, 1978, Vol. 86, No. 5 : p. 1099–1116.

En collaboration
- avec Édouard Burckard : Régulation neurohormonale du métabolisme des glucides, lipides et protides, Hermann (Paris), 1938, 101 p.
- avec Gaston Viaud, Marc Klein et J. Medioni : Traité de psychophysiologie, Presses universitaires de France (Paris), 1963-1967, 2 vol. (742 p.)
- avec Alfred Heusner : Le rythme nycthéméral de la dépense d'énergie : Étude de physiologie comparée, Masson et Cie (Paris), 1968.